# Liste des monuments et sites historiques de la région de Matam
Cet article recense les monuments et sites historiques de la région de Matam au Sénégal.

## Liste
| Monument                                      | Département          | Localité | Coordonnées                  | Notes | Code Arrêté | Illus. |
| --------------------------------------------- | -------------------- | -------- | ---------------------------- | ----- | ----------- | ------ |
| Bâtiment abritant la Gouvernance de Matam     | Département de Matam |          | 15° 39′ 19″ N, 13° 15′ 16″ O |       | 2006MATAM01 |        |
| Bâtiment abritant l’Ecole 1 de Matam          | Département de Matam |          |                              |       | 2006MATAM02 |        |
| La Résidence de Diorbivol Matam               | Département de Matam |          |                              |       | 2006MATAM03 |        |
| Le Village ancien de Sinthiou Bara            | Département de Matam |          |                              |       | 2006MATAM04 |        |
| Le Village ancien de Ogo                      | Département de Matam |          | 15° 33′ 09″ N, 13° 17′ 25″ O |       | 2006MATAM05 |        |
| La Mosquée de Ogo                             | Département de Matam |          |                              |       | 2006MATAM06 |        |
| Le Mausolée de Cheikh Moussa Kamara à Ganguel | Département de Kanel |          |                              |       | 2006KANEL01 |        |
| La Mosquée de Kobilo                          | Département de Kanel |          |                              |       | 2006KANEL02 |        |
| La Mosquée de Séno Palel                      | Département de Kanel |          |                              |       | 2006KANEL03 |        |
| Le Mausolée Abdel Kader Kane                  | Département de Kanel |          | 15° 25′ 48″ N, 12° 56′ 22″ O |       | 2006KANEL04 |        |